# Дауровка
Дау́ровка (рос. Дауровка) — присілок у складі Яшкинського округу Кемеровської області, Росія.

## Населення
Населення — 44 особи (2010; 99 у 2002).
Національний склад (станом на 2002 рік):
- росіяни — 98 %